# Bizușa-Băi, Sălaj
Bizușa-Băi (în maghiară Büdöspataka) este un sat în comuna Ileanda din județul Sălaj, Transilvania, România.

## Așezare
Bizușa este situată în zona de nord-vest a țării la circa 240 m altitudine, pe Valea Someșului în imediata apropiere a localității Ileanda, pe DN 1C care leagă orașele Dej de Baia Mare. 

## Clima
Bizușa beneficiază de un climat de coline și dealuri cu veri răcoroase și ierni reci,cu temperatura medie anuală de 6-8 grade Celsius și precipitații de 600-800 mm

## Istoric
Ținutul este locuit neîntrerupt din vechime; nu departe, în localitatea Negreni, s-au găsit vestigii din Epoca Bronzului. Localitatea a fost atestata documentar pentru prima oară în anul 1564, sub numele de Bwdwspataka. Alte atestări documentare au fost făcute în anii1566 (Bwdöspathak), 1567 (Beudeospatak), 1638 (Feczen alias Büdöspataka).Numele maghiar provine din cuvintele ungurești büdös (împuțit) și patak (pârâu), de la apele minerale sulfuroase din zonă, care emană un miros urât.

## Băile de la Bizușa-Băi
Stațiunea este situată la 300 m față de localitatea Ileanda, pe DN 1C și la 2 km de gara Ileanda, pe versantul stâng al văii Secătura. Această stațiune beneficiază de o așezare deosebit de frumoasă, într-o grădină de brazi și foioase . 
Este o stațiune cu caracter permanent, unde au fost puse în evidență strate acvifere de adâncime cu ape slab mineralizate.
Apa minerală izvorăște din mai multe locuri de sub stâncile din valea Secăturii, din depozitele oligocene care încep într-un facies continental, constituit dintr-un complex de argile cenușii, in care se găsește un strat de lignit, gresii, calcare cu concrețiuni de pirită care dau mineralizarea apelor de Bizușa. Acestora le succed orizontul stratelor de Ciocmani, urmat de
stratele de Bizușa (formate din marne) iar apoi stratele de Ileanda.
Apa minerală este amintită ca amenajare cu interes local din 1932, fiind captată în două izvoare prin intermediul unei stații de pompare. Apa este slab sulfuroasă, sulfatată, foarte slab clorurată, calcică, sodică, magnezică.
Stațiunea Bizușa-Băi are 4 surse cu apă rece/termală (trei forate și una naturală semitermală la 19°C), cu izvor activ. Caracteristic pentru apele acestui zăcământ este prezența gazelor H2S și CO2.
Hidrogenul sulfurat (H2S) are valori de 0,7 mg/l în sonde și de 4,2 mg/l în izvoare și este compusul care conferă calități deosebite acestor ape, atât pentru cura internă internă în afecțiuni hepato-biliare, de nutriție și urinare, iar în cura externă în afecțiuni ale aparatului locomotor, reumatism degenerativ, sechele postraumatice și afecțiuni ale sistemului nervos periferic.
Ca amenajări pentru funcționarea bazei de tratament există amenajări interioare - circuit închis pentru pensionari. 
Ca spații de cazare și masă, stațiunea Bizușa-Băi oferă 110 locuri de cazare în hotelul existent (Ceres - 1*), pavilioane cu bază proprie de tratament iar masa poate fi servită în restaurantul hotelului . 
Hotelul Ceres din stațiune are 110 locuri de cazare în camere modernizate ce dispun de tot confortul